# 德爾溫卡河
50°08′01″N 20°29′38″E / 50.133554°N 20.493850°E
德爾溫卡河是波蘭的河流，位於該國中部，屬於維斯瓦河的右支流，流經維利奇卡縣和博赫尼亞縣，河道全長31公里，發源自涅波沃米采。